# Dircaeomorpha satoi
Dircaeomorpha satoi is een keversoort uit de familie zwamspartelkevers (Melandryidae). De wetenschappelijke naam van de soort werd in 2007 gepubliceerd door Ishikawa, Toyoshima & Lee.